# Planetary Science Decadal Survey

Le Planetary Science Decadal Survey (« Rapport décennal sur les sciences planétaires ») est une publication du Conseil national de la recherche des États-Unis, réalisée tous les dix ans, qui fait un état des lieux  de la recherche dans le domaine des sciences planétaires et définit les axes de recherche prioritaires. Ce document propose une stratégie  dans le domaine de l'exploration spatiale du Système solaire  pour les dix années suivantes en identifiant les missions spatiales considérées comme prioritaires pour répondre aux questions scientifiques. Il est rédigé par des groupes de travail réunissant les principaux spécialistes du domaine qui exploitent des documents de synthèse établis au préalable par les chercheurs du domaine. Produit à la demande de la Fondation nationale pour la science et de l'agence spatiale américaine (la NASA) le Planetary Science Decadal Survey est utilisé pour définir les investissements dans le domaine de la recherche astronomique et sélectionner les missions spatiales interplanétaires. 

## Rapport pour la décennie 2022-2032
Le rapport pour la décennie 2022-2032 intitulé Origins, Worlds, and Life: A Decadal Strategy for Planetary Science and Astrobiology  a été publié en avril 2022.

### Thèmes transverses et questions clés
Le rapport identifie douze questions scientifiques clés organisés autour de trois thèmes principaux :
- Origines
  - Évolution du disque protoplanétaire : quelles étaient les conditions initiales dans le système solaire ? Quel processus a permis la production des briques initiales des planètes et quelle est la nature et l'évolution de ces matériaux ?
  - Accrétion dans le système solaire externe. Comment et quand les planètes géantes et leurs satellites se sont-ils agrégés et est-ce que leurs orbites ont migrées dans une phase précoce de leur histoire ? Comment les planètes naines et les corps cométaires orbitant au-delà des planètes géantes se sont-elles formées et comment ont elles été affectées par l'évolution initiale du système solaire ?
  - Origine de la Terre et des objets du système solaire interne. Comment et quand les planètes terrestres, leurs lunes et les astéroïdes se sont accrétés et quels processus ont déterminé leurs propriétés initiales ? Dans quelle mesure des matériaux issus du système solaire externe ont ils été incorporés ?
- Mondes et processus.
  - Impacts et dynamiques. Quels sont les mécanismes qui ont joué dans les processus d'accrétion, d'apport en eau, les processus chimiques et la différenciation des planètes internes et l'évolution de leur atmosphère ?
  - Intérieur et surface des corps solides. Comment l'intérieur des corps solides évolue-t-il et comment cette évolution est-elle enregistrée dans les caractéristiques physiques et chimiques de ces corps ? Comment la surface des corps solides est elle façonnée par les processus souterrains, de surface et externes ?
  - Atmosphères, exosphères, magnétosphères et évolution du climat. Qu'est ce qui a défini les propriétés et la dynamiques des atmosphères et exosphères des corps solides et qu'est ce qui gouverne la déperdition de matériaux dans l'espace et les échanges entre l'atmosphère d'une part et la surface et l'intérieur d'autre part ?
  - Évolution et structure des planètes géantes.  Quels processus influencent la structure, l'évolution et la dynamique des parties internes des planètes géantes, de leurs atmosphères et de leurs magnétosphères ?
  - Systèmes circum-planétaires. Quels processus et interactions définissent les propriétés des satellites et des anneaux et comment ces systèmes interagissent avec les planètes qui les abritent et avec l'environnement extérieur.
- Vie et habitabilité
  - Étude de la vie terrestre. Quels conditions et processus ont permis l'émergence et l'évolution de la vie sur Terre ? Quels sont les types de métabolisme possibles à la surface, sous la surface et/ou dans l'atmosphère et comment ces informations peuvent aider à notre compréhension de la vie extraterrestre ?
  - Habitabilité dynamique. Ou existe-t-il dans notre système solaire des environnements pouvant abriter la vie ? Quels sont les processus ayant conduit à leur formation et comment les environnements planétaires et les conditions permettant la vie évoluent elles ?
  - Recherche de la vie ailleurs. Y a-t-il des indices démontrant l'existence d'une vie extraterrestre passée ou actuelle dans notre système solaire et comment la détecter ?
- Sujets transverses aux thèmes précédents
  - Exoplanètes. Qu'est ce que notre système planétaire et ses systèmes circumplanétaires de satellites et d'anneaux révèlent sur les systèmes exoplanétaires et que peuvent révéler sur notre système planétaire les systèmes exoplanétaires et les disques circumstellaires ?

### Recommandations
En se basant sur les questions prioritaires les recommandations suivantes sont effectuées par le rapport :  

#### Missions à faible cout (Programme Discovery)
- Lancer le développement de cinq nouvelles missions du programme Discovery durant la décennie
- faire passer le plafond budgétaire alloué à chaque mission Discovery à 800 millions de dollars américains pour 2025.
- Le rapport n'émet pas de recommandations en ce qui concerne le contenu de missions.

#### Missions à cout intermédiaire (Programme New Frontiers)
- lancer le développement de deux missions du programme New Frontiers (missions 6 et 7) au cours de la décennie
- faire passer le plafond budgétaire alloué à chaque mission New Frontiers à 1,65 milliard de dollars américains pour 2025 ;
- la mission 6 devra être sélectionnée parmi les propositions suivantes sans priorité particulière :
  - Centaur orbiter and lander
  - Ceres sample return
  - Comet Surface Sample Return
  - Enceladus multiple flyby
  - Lunar Geophysical Network
  - Saturn probe
  - Titan orbiter
  - Venus In Situ Explorer.
- la mission 7 devra être sélectionnée parmi les propositions précédentes non retenues pour la mission 6 ainsi que  :
  - Triton Ocean World Surveyor.

#### Missions lourdes (Flagship)
En ce qui concerne les missions les plus couteuses (Flagship) le rapport renouvelle la priorité absolue donnée à la mission Mars Sample Return en cours de développement. Toutefois les dépassements budgétaires sur ce projet ne doivent pas avoir d'impact sur les autres projets d'exploration planétaire. Si le cout du projet dépasse 5,3 milliards US$  alloués ou s'il représente plus de 35% du budget annuel consacré à l'exploration planétaire, le surcout devra être absorbé par une augmentation du budget alloué au programme d'exploration planétaire. Le rapport, après avoir examiné six missions potentielles, propose par ailleurs de lancer le développement de deux missions. Par priorité décroissante ce sont :
- - Uranus orbiter and probe (UOP). Uranus est une planète géante gazeuse aux caractéristiques atypiques avec son axe de rotation couché à la suite peut être d'un impact au début de sa formation. La planète dispose d'une atmosphère dynamique, d'un champ magnétique complexe et ses satellites composés de glaces et de roches semblent de manière surprenante  présenter une activité géologique. La mission comprendrait un orbiteur et une sonde atmosphérique. Le lancement de la sonde en 2031 ou 2032 permettrait de bénéficier d'une assistance gravitationnelle de Jupiter.
  - Enceladus Orbilander. Cette mission, qui doit étudier la lune Encelade comprend un orbiteur qui doit analyser les jets de gaz émis par l'océan sous-glaciaire dans le but de rechercher des traces de vie et un atterrisseur qui doit se poser à la surface de cette lune. Si elle est lancée durant cette décade,  la mission devrait arriver au début des années 2050. Si  le budget ne permet pas de développer cette mission, le comité recommande de développer Enceladus Multiple Flyby pour étudier le sujet crucial de l'habitabilité des océans sous-glaciaires.

Les quatre autres missions étudiées mais non retenues sont Europa Lander, Mercury Lander, Neptune-Triton Odyssey  et Venus Flagship. 

#### Étude de la Lune
En ce qui concerne l'étude de la Lune le rapport recommande de définir de manière précise les objectifs scientifiques des missions du programme Artemis (VIPER, Lunar Trailblazer, ...)  et de mettre en place une organisation responsable de son implémentation. Il propose de développer une mission de type astromobile de cout intermédiaire, baptisée Endurance-A, qui  serait chargée d'explorer les différents terrains du bassin Pôle Sud-Aitken dans le but des trouver des morceaux du manteau lunaire ou des roches témoignant de l'impact ayant créé ce bassin. Les échantillons pourront permettre de contraindre le scénario de formation du système solaire. L'astromobile doit parcourir 2000 kilomètres dans le but de collecter 100 kilogrammes d'échantillons lunaires qui pourraient être ramenés sur Terre par les astronautes du programme Artemis.

#### Étude de Mars
Le rapport propose de poursuivre les missions en cours et de lancer une nouvelle mission de taille moyenne Mars Life Explorer (MLE) : cette mission doit rechercher des traces de vie ancienne dans des glaces situées à des latitudes basses.

#### Divers
Le rapport recommande également   :
- La NASA devra consacrer au moins 10 % du budget de l'exploration planétaire à la mise au point de nouvelles technologies d'exploration planétaire. Cette part était de 14% en 2010 mais est passée à 7,7% dans le budget 2023.
- En matière de défense planétaire, le rapport souligne la nécessite de lancer à la date annoncée les missions NEO Surveyor et DART.
- Le rapport recommande d'adapter la production de plutonium 238 aux besoins des missions en portefeuille de manière à permettre un programme d'exploration planétaire solide. Il faut continuer de développer la technique du générateur Stirling à radioisotope qui permet de consommer moins de plutonium.

## Rapport pour la décennie 2013-2022
Le rapport pour la décennie 2013-2022 intitulé Visions and Voyages for Planetary Science in the Decade a été publié en mars 2011. Il est établi par des groupes de travail réunis entre août 2009 et août 2010 et qui se sont appuyés essentiellement sur 199 rapports produits par 1669 chercheurs du domaine.

### Thèmes transverses et questions clés
Trois thèmes transverses sont identifiés auxquels sont associés plusieurs questions scientifiques clés :
- Comprendre les débuts du Système solaire :
  - Quelles sont les premières étapes, les conditions et les processus à l'œuvre lors de la formation et de l'évolution du Système solaire et quelle est la nature de la matière interstellaire incorporée ?
  - Comment les planètes géantes et leurs satellites se sont-ils agrégés ; existe-t-il des preuves que ces planètes ont modifié leur position orbitale ?
  - Quels sont les mécanismes qui ont joué dans les processus d'accrétion, d'apport en eau, les processus chimiques et la différenciation des planètes internes et l'évolution de leurs atmosphères ?
  - Quel rôle a joué le bombardement par des corps célestes de grande taille ?
- Rechercher les conditions d'apparition du vivant :
  - Quelles sont les premières sources de matière organique ; où se perpétue aujourd'hui la synthèse organique ?
  - Les planètes Mars et Vénus ont elles connu autrefois des environnements aqueux propices à la vie ?  Existe-t-il des preuves que la vie est apparue sur ces planètes ?
  - Existe-t-il aujourd'hui des habitats dans le Système solaire qui réunissent les conditions nécessaires - matière organique, eau, énergie, substance nutritive - pour que la vie se maintienne ; existe-t-il actuellement des organismes vivants ?
- Déterminer les processus à l'œuvre dans l'évolution planétaire :
  - Dans quelle mesure les planètes géantes peuvent-elles servir de laboratoire pour comprendre la Terre, le Système solaire et les systèmes planétaires externes ?
  - Quels sont les corps célestes qui mettent en danger la Terre et quels mécaniques protègent la biosphère terrestre ?
  - Est-ce que la compréhension des rôles de la physique, chimie, géologie et de la dynamique à l'œuvre dans l'évolution des atmosphères planétaires et des climats peut permettre une meilleure compréhension du changement climatique de la Terre ?
  - Comment la multitude de processus chimiques et physiques qui ont contribué à la formation du Système solaire ont-ils opéré, interagi et évolué dans le temps ?

### Recommandations

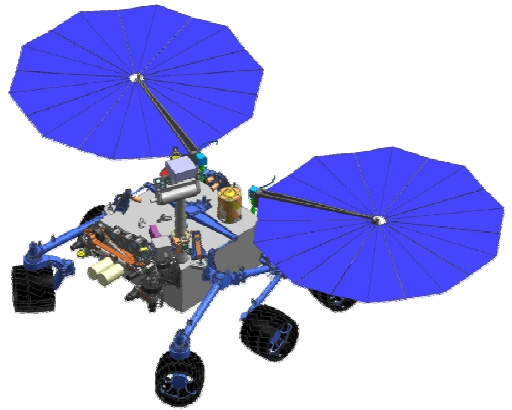
L'astromobile MAX-C reste le projet prioritaire du programme Flagship mais son coût devra être revu à la baisse.

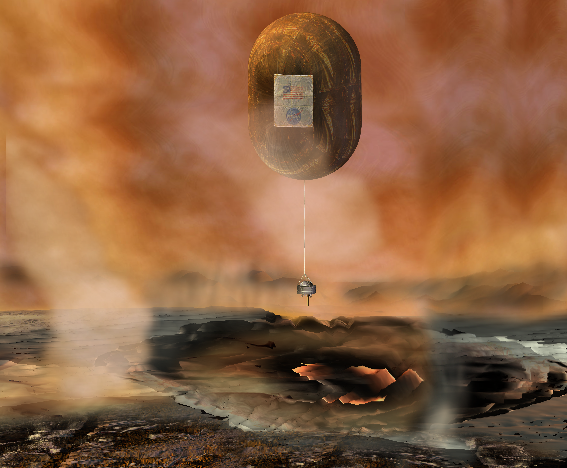
Venus In Situ Explorer est une des cinq missions susceptibles d'être retenues à la prochaine sélection du programme New Frontiers.

Sur la base des priorités scientifiques identifiées, 25 missions potentielles font l'objet d'une étude de conception et d'une évaluation de coût par des équipes du JPL, du centre de vol spatial Goddard et par le centre de recherche APL. Les principales recommandations du rapport sont les suivantes :
- consacrer 6 à 8 % du budget de l'exploration planétaire à la mise au point de nouvelles techniques ;
- maintenir le rythme de lancement des missions du programme Discovery tous les 24 mois et faire passer le plafond budgétaire alloué à chaque mission à 500 millions de dollars américains pour 2015. Le rapport n'émet pas de recommandations en ce qui concerne le contenu de missions ;
- la mission ExoMars Trace Gas Orbiter doit être poursuivie dans la mesure où l'Agence spatiale européenne maintient sa participation ;
- lancer deux missions du programme New Frontiers (missions 4 et 5) au cours de la décennie à venir et faire passer le plafond budgétaire alloué à chaque mission à 1 milliard de dollars américains pour 2015 ;
- la mission 4 devra être sélectionnée parmi les propositions suivantes sans priorité particulière :
  - OSIRIS-REx (lancé le 8 septembre 2016),
  - MoonRise (abandonné en janvier 2010),
  - Saturn Probe (abandonné),
  - Trojan Tour and Rendezvous (abandonné),
  - Venus In Situ Explorer (abandonné) ;
- la mission 5 devra être sélectionnée parmi les propositions suivantes sans priorité particulière :
  - les missions non sélectionnées à l'étape précédente,
  - Io Observer,
  - Lunar Geophysical Network.

Les missions du programme Flagship sont par priorité décroissante :
- Mars Astrobiology Explorer-Cacher (MAX-C). Les progrès dans l'étude de la planète Mars sont désormais conditionnés par une mission de retour sur Terre d'échantillons du sol martien. MAX-C est la première des trois missions qui doivent être menées pour aboutir à ce résultat. Le coût de cette mission est aujourd'hui évalué à 3,5 milliards de dollars américains : il doit être réduit à 2,5 milliards de dollars américains tout en maintenant le partenariat avec l'Agence spatiale européenne. Si le coût de cette mission ne peut être ramené à ce montant, la mission Flagship suivante dans l'ordre des priorités doit être privilégiée ;
- Jupiter Europa Orbiter. L'océan qui se trouve sans doute sous la surface de la lune Europe est l'endroit le plus propice dans le Système solaire pour la découverte d'un environnement habitable. Le coût de cette mission, évalué à 4,7 milliards de dollars américains, doit être réduit car il représente une part trop importante du budget de la NASA affecté à la recherche planétaire ;
- Uranus orbiter and probe (2,7 milliards de dollars américains). Uranus est une planète géante gazeuse dont l'exploration peut conduire à des découvertes aussi importantes que celles de Cassini dans le système de Saturne et Galileo dans le système jovien. L'exploration d'Uranus est préférée à celle de Neptune pour des raisons pratiques de coût et de faisabilité. La mission comprendrait un orbiteur et une sonde atmosphérique ;
- Enceladus Orbiter (2,4 milliards de dollars américains) ;
- Venus Climate Mission (1,9 milliard de dollars américains).

Les coûts de lancement ont tendance à représenter une part croissante du budget des missions interplanétaire. Le rapport recommande de tenter de réduire ces coûts par des lancements doubles, en effectuant des commandes groupées de lanceurs au sein de l'agence ou inter-agences (notamment avec le DoD), en utilisant les nouvelles technologies pour réduire la masse des sondes spatiales et donc la taille des lanceurs utilisés.
Les quantités restantes de plutonium 238, utilisé pour alimenter en énergie les sondes spatiales, diminuent de manière alarmante. Sans plutonium 238, les missions vers les planètes externes sont impossibles. Il faut développer la technique du générateur Stirling à radioisotope qui permet de consommer moins de plutonium.
Il est nécessaire de s'assurer que les futures missions spatiales habitées prennent en compte les priorités scientifiques.
La construction du Large Synoptic Survey Telescope par la Fondation nationale pour la science (National Science Foundation), un observatoire terrestre américain doté d'un très large champ optique, dont le financement et le calendrier sont aujourd'hui incertains, est jugée de grande importante en regard des objectifs définis par le rapport en particulier pour l'étude de l'origine, l'évolution et la dynamique des corps primitifs du Système solaire.

## Rapport pour la décennie 2003-2013
Le rapport pour la décennie 2003-2013 intitulé New Frontiers in the Solar System : An Integrated Exploration Strategy est publié en 2003. Il identifie 12 axes de recherche et définit sept missions spatiales (en excluant celles consacrées à Mars) à lancer en priorité pour répondre à ces attentes. À côté d'une mission lourde à destination de la lune de Jupiter, Europe et de l'extension de la mission de la sonde Cassini figurent cinq missions de classe moyenne, c'est-à-dire d'un coût compris à l'époque entre 325 et 650 millions de dollars américains : l'exploration de Pluton et de la ceinture de Kuiper (mission New Horizons), une mission de retour d'échantillon depuis le pôle sud de la Lune (MoonRise), un orbiteur placé sur une orbite polaire autour de Jupiter emportant trois sondes atmosphériques (Jupiter Polar Orbiter with Probe qui devient Juno), une mission d'étude in situ de Vénus (Venus In Situ Explorer) et une mission de retour d'échantillon depuis un astéroïde (OSIRIS-REx),.